# Дуги мишић врата
Дуги мишић врата (лат. musculus longus colli) је парни мишић вратне мускулатуре, који је смештен испред вратног дела кичменог стуба и унутра у односу на скаленске (степеничасте) мишиће. Има облик равнокраког троугла, јер га сачињавају три групе мишићних снопова са различитим правцем пружања.

Унутрашњи усправни део мишића се припаја на предњим странама тела од другог вратног до трећег грудног кичменог пршљена. Спољашњи коси горњи део се припаја на предњем луку првог и попречним наставцима од другог до петог вратног пршљена. Спољашњи коси доњи део мишића се припаја на попречним наставцима од шестог до осмог вратног пршљена, као и на предњим странама тела прва три торакална кичмена пршљена.
У инервацији дугог мишића врата учествују предње гране вратних живаца, а дејство му се огледа у прегибању (флексији) главе унапред.